# Marco Nummio Ceionio Annio Albino
Marco Nummio Ceionio Annio Albino (latino: Marcus Nummius Ceionius Annius Albinus; fl. III secolo) è stato un politico romano di età imperiale.
Fu probabilmente figlio di Marco Nummio Ceionio Albino, console nel 263, e cugino di Nummio Tusco, praefectus urbi nel 302-303.
Fu pretore urbano, come attestato dalla base di una statua da egli dedicata (CIL VI, 314) a Ercole, insieme ai pretori urbani Tito Flavio Giuliano Quadraziano, Giulio Festo e Pompeio Appio Faustino.